# Bhimad
Bhimad (nep. भिमाद) – gaun wikas samiti w zachodniej części Nepalu w strefie Gandaki w dystrykcie Tanahu. Według nepalskiego spisu powszechnego z 2001 roku liczył on 1382 gospodarstw domowych i 6145 mieszkańców (3250 kobiet i 2895 mężczyzn).